# 獨角獸 (歌曲)
獨角獸是以色列女歌手諾婭·基雷爾的歌曲。由諾婭·基雷爾、伊農·亞埃爾（Yinon Yahel）、多伦·梅达莉和梅·斯法迪亞（May Sfadia）共同創作，於2023年3月8日透過和發行單曲。歌曲代表以色列參與2023年在英国利物浦舉辦的2023年欧洲歌唱大赛，諾婭·基雷爾最終以362分獲得比賽季軍。獨角獸成功都上各國音樂排行榜，並奪下以色列媒体森林、mako熱單雙榜冠軍。

## 製作與發行
獨角獸採用英語和希伯来语演唱，每分鐘130拍，以升f小調創作。諾婭·基雷爾、伊農·亞埃爾（Yinon Yahel）、多伦·梅达莉和梅·斯法迪亞（May Sfadia）共同完成歌曲創作，其中多伦·梅达莉是2018年冠軍作品Toy的創作者之一。這是首關於自我賦權和賦權他人的歌曲，基雷爾接受採訪表示「獨角獸的力量」意味著你能說你想說、做你想做、成為你想成為的人。

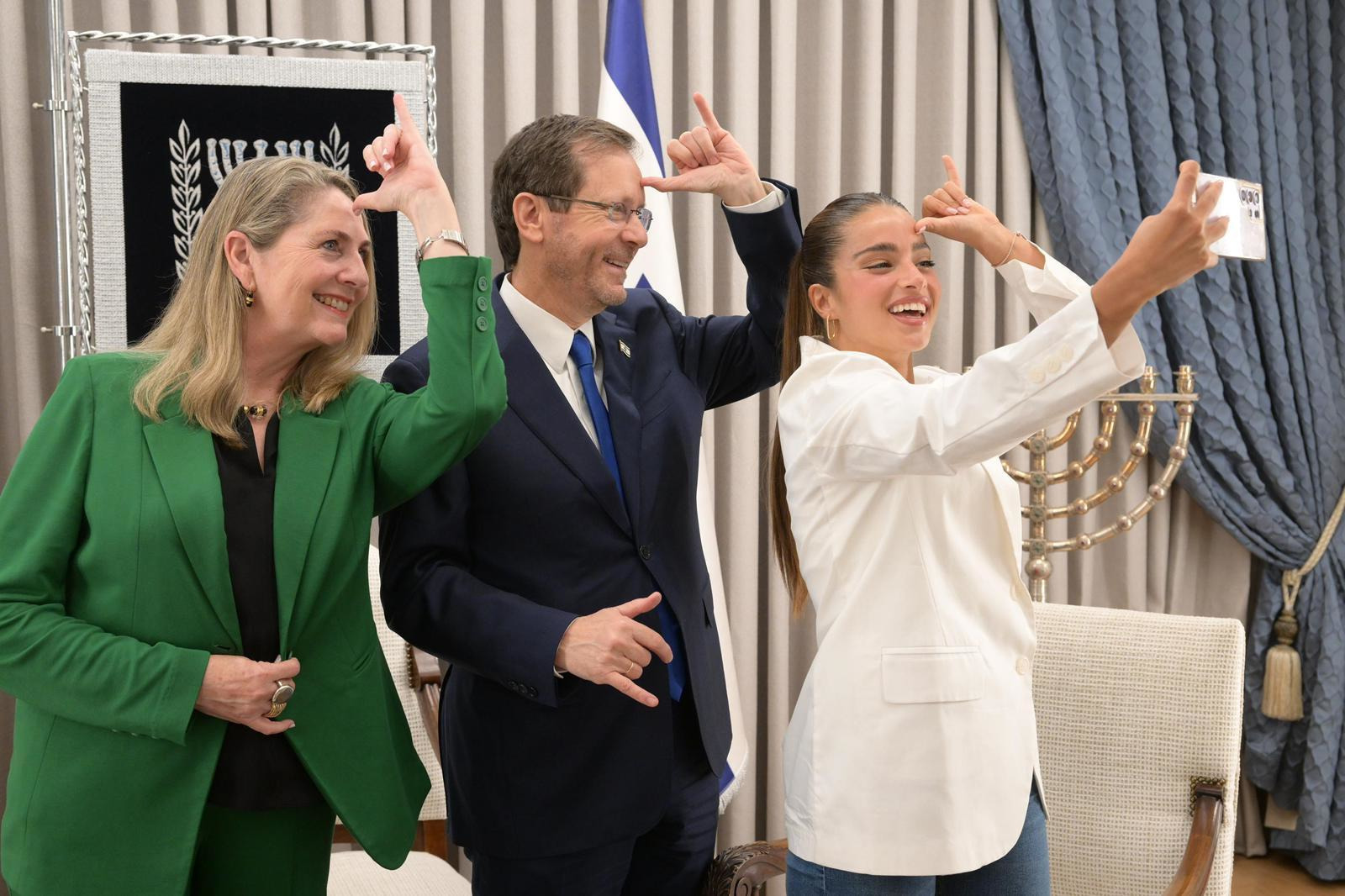
諾婭·基雷爾和以色列總統艾萨克·赫尔佐格、第一夫人米哈尔·赫尔佐格一起自拍

雖然相關人士和基雷爾都簽署了保密協議避免歌曲洩露，但歌曲還是於2023年3月1日慘遭洩露，多家媒體都收到了歌曲檔案，未及時只損，基雷爾在抖音上釋出歌曲片段。獨角獸於2023年3月8日和音樂錄影帶一同發行，基雷爾還在當天參與了艾拉特音樂節演出。為推廣作品，以色列公共廣播公司製作特別節目展示了基雷爾的心路歷程。賽前，諾婭·基雷爾會見以色列總統艾萨克·赫尔佐格、第一夫人米哈尔·赫尔佐格，三人做出了獨角獸手勢一起自拍。

## 歐洲歌唱大賽

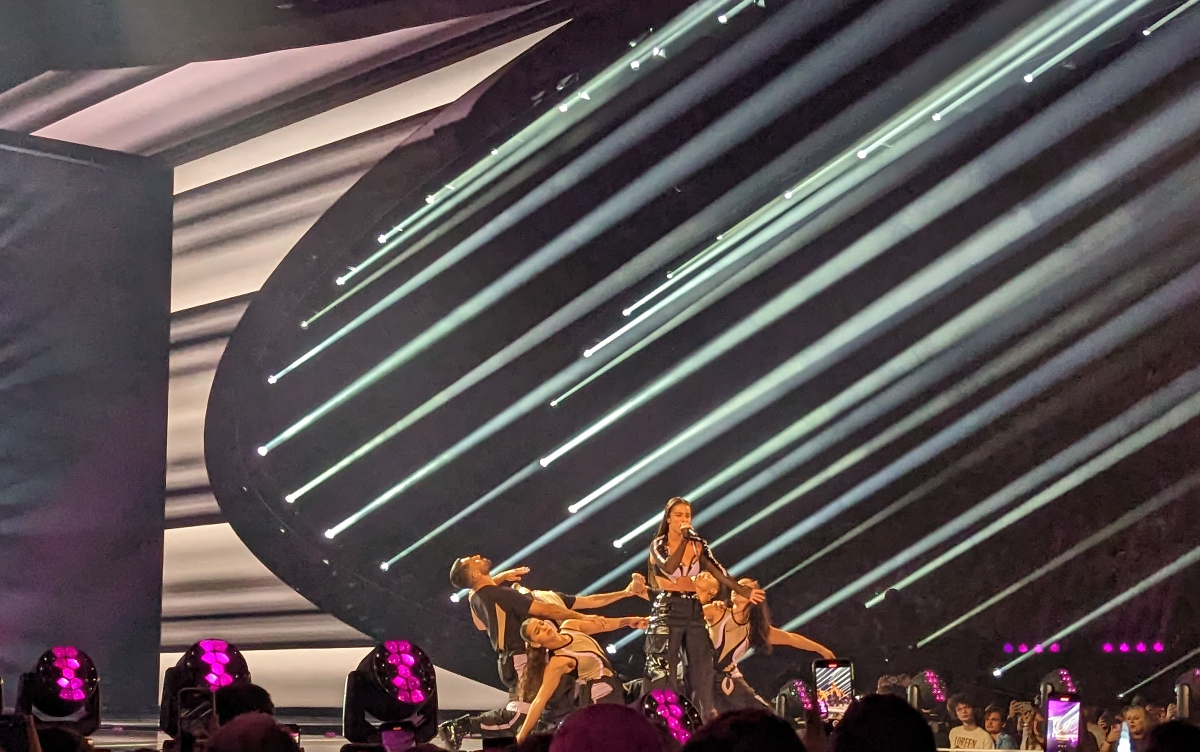
諾婭·基雷爾在2023年歐洲歌唱大賽

以色列繼2014後，再次採用內部決定的方式選出以色列代表，這也是以色列公共廣播公司（KAN）自2017成立來首次決定演出者和表演曲目。10位評選委員經過多方評估，最終決定派出諾婭·基雷爾代表參賽。時任以色列文化和体育部长希利·特罗珀稱基雷爾是位才華橫溢的歌手和創作者，她的意志、創意和決心是成千上萬人的榜樣，基雷爾接受訪談表示很自豪能代表國家參賽。給予歌手極大的自由，它讓歌手參與歌曲創作，最終獨角獸從3首作品中脫穎而出。
本屆歐洲歌唱大賽於英国利物浦利物浦體育館舉行，經過「半決賽分配抽籤」，基雷爾被安排在2022年5月9日的第一場半決賽（Semi-final 1），是第9位演出者。她和舞群身穿以色列設計師阿隆·利夫尼設計的服裝上台演出，服裝顏色呈紫丁香和黑色。基雷爾站在佈滿LED燈的巨大盒子開始演出，燈光隨著音樂閃爍，攝影機也圍繞著基雷爾選轉。在最後半分鐘，基雷爾大喊著「歐洲！想看我跳舞嗎？」，並用令人印象深刻結束演出。全国公共广播电台的格倫·韋爾登將以色列的演出列入「十大2023年歐洲歌唱大賽演出」遺珠，韋爾登稱基雷爾的呼吸控制嘆為觀止，好到像是對嘴演出。西班牙《机密报》將她比作去年西班牙代表，認為兩人都是能歌善舞的高手。
基雷爾以127分的成績拿下第一場半決賽季軍，成功晉升決賽。決賽於5月13日舉行，凯里耶被安排在第23位演出。最終基雷爾以評審得分177分，觀眾得分185分，合計得分362分獲得2023年歐洲歌唱大賽季軍。

## 專業評價
西班牙《机密报》將歌曲評為「2023年度十大歐洲歌唱大賽」第10名，瑞典《每日新闻报》評選為「第一場半決賽之五大矚目歌曲」之一。美国娱乐网站Vulture的瓊·奧布賴恩（Jon O'Brien）評選本作為「2023年度最佳歐洲歌唱大賽歌曲」第9名，稱獨角獸的風格從戲劇性的新古典主義開始，歷經有趣的熱帶流行、激昂的歐陸浩室，一路來到狂亂的K-POP，這3分鐘雖然很累，但奧布賴恩覺得整個人好極了。
挪威《每日雜誌報》給予4/6分，評論表示獨角獸無疑是奪冠人選，這首技術和流行的結晶，不僅有強大的主唱，還有戲劇化的配樂和熱情的舞者。Wiwibloggs的內部評審團給予歌曲6.58/10分，評審團認為歌曲塞入太多風格令人感覺複雜、混亂，顯然它不知道想成為什麼。英国广播公司的馬克·薩維奇（Mark Savage）形容歌曲宛如喝了太多伏特加和紅牛的，而新創詞彙更是有趣的消遣。美國《纽约时报》則稱本作有著今年最尷尬的歐洲歌唱大賽歌詞。以色列《国土报》的班·沙萊夫（בן שלו）抨擊獨角獸形象在歌曲中的意義不明，但讚揚了副歌蘊含了希雅、蕾哈娜等現代流行樂與80年代的女性力量民謠，而來自、作品以及希望等旋律靈感則向大家展示了國家特色
。

## 商業表現
歌曲發布首周登上以色列媒体森林本地榜第11名，並於隔周登上榜單冠軍。獨角獸還成為mako熱單創榜冠軍。
歸功於比賽帶來的人流，基雷爾的抖音觀看人數增長205%，獨角獸還打破以色列歌曲在Spotify的紀錄，單日累積串流142萬。歌曲登上《告示牌》排除美國數據的Billboard Global Excl. U.S.榜第153名，排在國際唱片業協會希臘分會國際單曲榜第3名，並擠進冰島和立陶宛AGATA前十名。

## 參與名單
來源：Qobuz
- – 音樂發行
- 伊農·亞埃爾（Yinon Yahel） – 詞曲創作、製作人
- 諾婭·基雷爾（英语：Noa Kirel） – 詞曲創作、主藝人
- 多伦·梅达莉（英语：Doron Medalie） – 詞曲創作
- 梅·斯法迪亞（May Sfadia） – 詞曲創作

## 榜單表現
| 排行榜（2023年）                         | 排名 |
| ---------------------------------------- | ---- |
| 奧地利（Ö3四十強單曲榜）                 | 43   |
| 捷克（百強數位單曲榜）                   | 84   |
| 芬蘭（芬蘭官方單曲榜）                   | 10   |
| 全球（Billboard Global Excl. US）        | 153  |
| 希臘（國際唱片業協會希臘分會國際單曲榜） | 3    |
| 冰島（Plötutíðindi）                     | 7    |
| 愛爾蘭（愛爾蘭唱片協會榜）               | 37   |
| 以色列（mako熱單）                       | 1    |
| 以色列（媒体森林本地榜）                 | 1    |
| 立陶宛（AGATA）                          | 6    |
| 荷蘭（百大單曲榜）                       | 74   |
| 挪威（VG-lista單曲榜）                   | 30   |
| 波蘭（波蘭百大串流榜）                   | 21   |
| 瑞典（瑞典最熱榜）                       | 27   |
| 瑞士（瑞士热门音乐榜）                   | 46   |
| 英國（官方榜单公司單曲榜）               | 45   |